# 布林鎮區 (密歇根州)
布林鎮區（英語：Breen Township）是位於美國密歇根州迪金森縣的一個行政鎮區。

## 地方資料
布林鎮區的面積為228.90平方千米，當中陸地面積為224.53平方千米，而水域面積為4.37平方千米。根據2020年美國人口普查的數據，當地共有人口471人，而人口密度為每平方千米2.06人。